# ペジノク
ペジノク（スロバキア語：Pezinok [ˈpezinɔk]、ドイツ語：Bösing、ハンガリー語：Bazin）は、スロバキア西部ブラチスラヴァ県の町。首都ブラチスラヴァから20キロメートルほど離れている。

## 歴史
最初にペジノクに関する記述がされたのは1208年のものとされる文献で、当時の地名はterra Bozinであった。定住地が王立の町となったのは1647年である。

## 地理
ペジノクは標高152メートル地点にあり、面積は72.555平方キロメートルである。

## 統計
2001年調査によると、人口は21,082人である。96.51％はスロバキア人、1.21％はチェコ人、0.70％はハンガリー人である。信仰は64.83％はカトリック教会、21.02％は無信仰、8.22％がルーテル教会に属する。

## 著名な出身者
- エウゲン・スホニュ

## 姉妹都市
- イゾラ（スロヴェニア）
- ムラダー・ボレスラフ（チェコ）
- モションマジャローヴァール（ハンガリー）
- ノイジードル・アム・ゼー（オーストリア）

## 参照
1. 1 2 3  “Municipal Statistics”.   Statistical Office of the Slovak republic. 2008年1月13日閲覧。